# Зайцев, Григорий Кондратьевич
Григорий Кондратьевич Зайцев (20 ноября 1897, Поповка, Курская губерния — 21 сентября 1943, Починковский район, Смоленская область) — советский военачальник, полковник (1943).

## Биография
Родился 20 ноября 1897 года в селе Поповка (ныне — в Корочанском районе Белгородской области). Русский. До призыва в армию в 1912 году Зайцев переехал с родителями из Курской губернии в село Лобино Славгородского уезда (Алтай).

### Первая мировая война
В мае 1916 года Зайцев мобилизован на военную службу и направлен в 24-й Сибирский стрелковый полк 6-й Сибирской стрелковой дивизии. Там окончил учебную команду и был произведен в младшие унтер-офицеры. В марте 1917 года направлен на Западный фронт, где воевал в составе 253-го пехотного Перекопского полка 64-й пехотной дивизии. В январе 1918 года демобилизован.

### Гражданская война
4 октября 1920 года был призван в РККА и зачислен в 40-й Сибирский стрелковый полк 30-й стрелковой дивизии. В январе 1921 года направлен на Западный фронт в 45-ю стрелковую дивизию, где по прибытии был зачислен курсантом в повторную школу. В начале марта завершил обучение и затем командовал взводом и ротой в трудовом полку. В октябре переведен в губернскую милицию города Кременчуг начальником строевой части.

### Межвоенные годы
С мая 1922 года служил командиром роты в 282-м стрелковом полку 44-й стрелковой дивизии УВО. В августе был командирован на учёбу в 6-ю Харьковскую пехотную школу, после расформирования которой в сентябре 1924 года переведен в 5-ю Киевскую пехотную школу. В августе 1925 года окончил её и был назначен в 10-й стрелковый полк 4-й стрелковой им. Германского пролетариата дивизии ЗапВО (с 1926 г. — БВО), где проходил службу командиром роты и батальона. С ноября 1931 года был руководителем по тактике и преподавателем тактики в Объединенной Белорусской школе им. ЦИК Белорусской ССР, переименованной позже в Минское военное училище им. М. И. Калинина. В 1932 году прошел подготовку на курсах АБТВ при Объединённой военной школе им. ВЦИК. В 1933 году направлен в УрВО помощником начальника отдела штаба 65-й стрелковой дивизии в городе Тюмень, с февраля 1934 года исполнял должность помощника начальника отдела 13-го стрелкового корпуса в городе Свердловск. В апреле 1937 года переведен преподавателем тактики Оренбургских КУКС. Член ВКП(б) с 1937 года. В 1941 году окончил курсы «Выстрел».

### Великая Отечественная война
В начале войны капитан Зайцев на прежней должности. 6 февраля 1942 года он направляется командиром 3-го отдельного стрелкового батальона, в формирующуюся в УрВО 129-ю отдельную стрелковую бригаду, затем командовал лыжным батальоном в 128-й стрелковой бригаде. В мае бригада убыла на Западный фронт и включена в состав 7-го гвардейского стрелкового корпуса. 4 июля майор Зайцев допущен к командованию 12-м гвардейским стрелковым полком 5-й гвардейской стрелковой дивизии, находившейся в обороне против гжатской группировки противника. В марте 1943 года с дивизией в составе 33-й армии Западного фронта участвовал в Ржевско-Вяземской наступательной операции.
За особые заслуги 12-го гвардейского стрелкового полка в ликвидации вражеского плацдарма Ржев-Вязьма-Гжатск в марте 1943 года, командир полка Зайцев по специальному представлению был награждён орденом Суворова II степени, несмотря на то что II степенью ордена мог быть награждён офицер не ниже командира бригады.
С 14 апреля 1943 года подполковник Зайцев командовал 143-й отдельной стрелковой бригадой. В мае в городе Зубцов Калининской обл. в составе 68-й армии на базе 143-й и 134-й отдельных стрелковых бригад была сформирована 157-я стрелковая дивизия, а подполковник Зайцев назначен в ней заместителем командира. 4 июня он был допущен к исполнению должности командира дивизии. В ночь на 15 июля дивизия совершила марш через Гжатск, Вязьма, Знаменское, Староселье, Афонино, Потапово, Расловка, Пустошка и к 4 сентября сосредоточилась в районе Ольшанка — Странна (южнее Ельни). 15 сентября дивизия в составе 65-го стрелкового корпуса 33-й армии Западного фронта перешла в наступление в направлении Сивцево и участвовала в Смоленской, Смоленско-Рославльской наступательной операции. В ходе её 21 сентября 1943 года в бою за деревню Городок Смоленской области полковник Зайцев был смертельно ранен и умер.
Похоронен гвардии полковник Зайцев с воинскими почестями в городе Спас-Деменск Калужской области.

## Награды
- орден Суворова II степени (09.04.1943)[4]
- орден Отечественной войны I степени (29.09.1943)[5]
- медаль «XX лет Рабоче-Крестьянской Красной Армии» (1938)[1].